# Ganodes matai
Ganodes matai är en stekelart som beskrevs av Ian D. Gauld 1991. Ganodes matai ingår i släktet Ganodes och familjen brokparasitsteklar. Inga underarter finns listade i Catalogue of Life.